# Mercurialwasser
Unter Mercurialwasser (auch Merkurialwasser) oder Mercurius der Weisen versteht man ein universelles Auflösungsmittel in der Alchemie, mit dem angeblich jede Materie aufgelöst werden konnte. Das Merkurialwasser bildet den Hauptpfeiler in der Alchemie. Ohne die genauen Kenntnisse dieser Substanz war es nicht möglich, den sogenannten Stein der Weisen herzustellen. 
Andere Bezeichnungen für das auch als Arzneimittel gebrauchte milchig-trübe Präparat waren Wasser des Lebens, Azot, Mägdemilch, Jungfrauenmilch, Jungfernmilch, Lac virginis, (Aqua) Mercurius, feuriges Wasser oder wässriges Feuer, Aesch Majim u. a.
Die Herstellung der „Jungfrauenmilch“ (lateinisch Lac virginis) oder „Mägdemilch“ als „Quintessenz“ aus „sublimiertem“ Quecksilber bei Johannes de Rupescissa, einem Alchemisten des 14. Jahrhunderts, erfolgte durch Vermischung „destillierten“ Quecksilbers (lateinisch mercurius) mit „Vitriol“. Ähnlich benannte Präparate, die in der Heilkunde Verwendung bei der Herstellung von Salben fanden, wurden jedoch auch ohne Verwendung von Quecksilber hergestellt, beispielsweise durch Hinzufügen von Kochsalz- oder Sodalösung zu aus Bleiglätte (Bleioxid)
und Essig hergestellter Blei(II)-acetat-Lösung, wobei als milchiger Niederschlag Blei(II)-chlorid und/oder Bleiweiß entstand.
In der Volksdichtung erlaubt das Wasser des Lebens die Erweckung von Toten, die Heilung schwerer Krankheit, ewige Gesundheit oder verleiht dem Geblendeten neues Augenlicht.
Das Wasser des Lebens spielt in den folgenden Märchen der Gebrüder Grimm eine Rolle: Das Wasser des Lebens, Der Königssohn, der sich vor nichts fürchtete, Anmerkung zu Der treue Johannes, Varianten von Der treue Johannes, Das Mädchen ohne Hände, Ferenand getrü und Ferenand ungetrü und Der gelernte Jäger. Ferner erscheint es indirekt in Der Herr Gevatter, De drei Vügelkens, Die Krähen, Die beiden Wanderer, Der Teufel mit den drei goldenen Haaren und Der Eisenhans.
Daneben kommen der Baum des Lebens und das Lebenskraut vor.